# Kien Nghi Ha

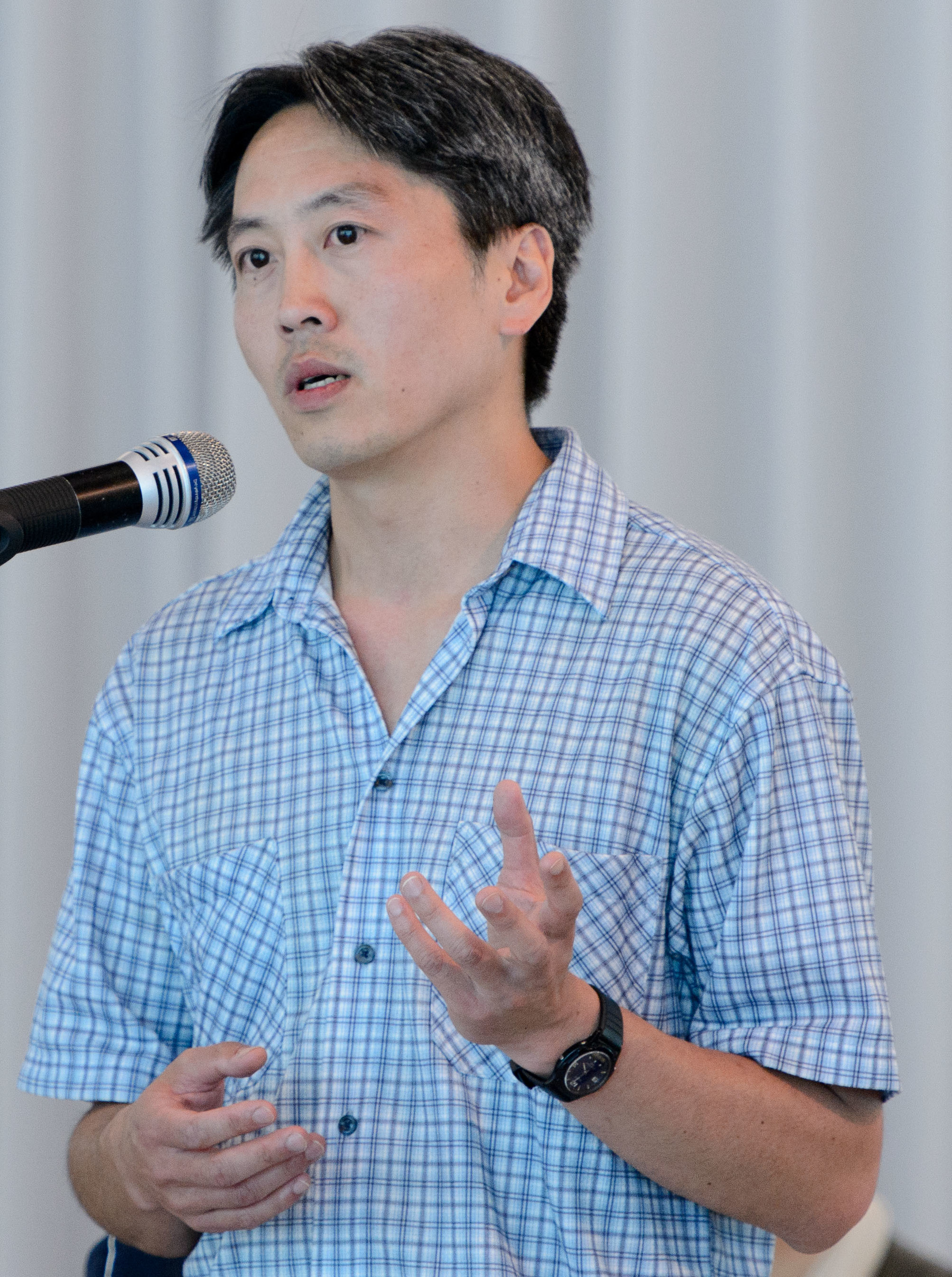
Kien Nghi Ha, 2014

Kien Nghi Ha (* 1972 in Vietnam) ist Buchautor und Politologe aus Berlin mit den Schwerpunkten Einwanderungsdiskurs, Kulturpolitik und Rassismus.

## Leben
Ha kam 1979 als „Boat-People“-Flüchtling nach West-Berlin und studierte am Otto-Suhr-Institut der FU Berlin.
1999 wurde er mit dem Buch Ethnizität und Migration bekannt als Fachautor in den Cultural Studies, das Buch wurde 2004 in überarbeiteter und erweiterter Auflage unter dem Titel Ethnizität und Migration Reloaded: Kulturelle Identität, Differenz und Hybridität im postkolonialen Diskurs neu aufgelegt. Es folgten Forschungen und Buchveröffentlichungen zu den Themen Postkoloniale Kritik, Migration und Rassismus und speziell zu Einflüssen der Einwanderung auf die Identitätspolitik in der deutschen und europäischen Gesellschaft.
Seine Dissertation In the Mix. Postkoloniale Streifzüge durch die Kulturgeschichte der Hybridität an der Universität Bremen wurde 2011 mit dem Augsburger Wissenschaftspreis für Interkulturelle Studien ausgezeichnet. Thomas Schwarz warf in einer Rezension Mängel vor. Ha wehrt sich gegen diese seiner Meinung nach falsche Bewertung seiner Arbeit und widerspricht dem Rezensenten und der IASLonline inzwischen öffentlich.
Er ist Mitglied des Rates für Migration.

## Buchveröffentlichungen
- Ethnizität und Migration. Westfälisches Dampfboot, Münster 1999, ISBN 3-89691-69-12 (Zugleich Diplomarbeit an der Freien Universität Berlin 1998).
- Ethnizität und Migration reloaded. Kulturelle Identität, Differenz und Hybridität im postkolonialen Diskurs. WVB, Berlin 2004, ISBN 978-3-86573-009-1 (überarbeitete und erweiterte Neuauflage; zugleich überarbeitete Diplomarbeit an der FU Berlin 1998)[4].
- Vietnam Revisited. Demokratisierung, nationale Identität und adoleszente Arbeitsmigration. WVB, Berlin 2004, ISBN 978-3-86573-094-7 (Synopse).
- Hype um Hybridität. Kultureller Differenzkonsum und postmoderne Verwertungstechniken im Spätkapitalismus. Transcript, Bielefeld, 2005, ISBN 978-3-89942-309-9.
- (Hrsg.) mit Nicola Lauré al-Samarai und Sheila Mysorekar: Re-, Visionen. Postkoloniale Perspektiven von People of Color auf Rassismus, Kulturpolitik und Widerstand in Deutschland. Unrast, Münster 2007, ISBN 978-3-89771-458-8 (Synopse; PDF; 9 kB).
- Unrein und vermischt, postkoloniale Grenzgänge durch die Kulturgeschichte der Hybridität und der kolonialen Rassenbastarde Transcript, Bielefeld 2010, ISBN 978-3-8376-1331-5 (Zugleich Dissertation an der Universität Bremen 2009).
- (Hrsg.) Asiatische Deutsche - Vietnamesische Diaspora and Beyond, Assoziation A, Berlin 2012, ISBN 978-3-86241-409-3.
- (Hrsg.) Asiatische Deutsche - Vietnamesische Diaspora and Beyond, Assoziation A, Berlin 2021, ISBN 978-3-86241-484-0.
- (Hrsg.) Asiatische Präsenzen in der Kolonialmetropole Berlin: Localizing Decolonialization – Dekolonialisierung lokalisieren, Assoziation A, Berlin 2024, ISBN 978-3-86241-502-1.

### Beiträge
- Die kolonialen Muster deutscher Arbeitsmigrationspolitik. In: Hito Steyerl, Encarnación Gutiérrez Rodríguez (Hrsg.): Spricht die Subalterne deutsch? Migration und postkoloniale Kritik. Unrast, Münster 2003, ISBN 3-89771-425-6, S. 56–107.
- Macht(t)raum(a) Berlin – Deutschland als Kolonialgesellschaft. In: Maureen Maisha Eggers u. a. (Hrsg.): Mythen, Masken und Subjekte. Kritische Weißseinsforschung in Deutschland. 2., überarbeitete Auflage Unrast, Münster 2009 (Erstausgabe 2005), ISBN 978-3-89771-440-3.